# Rodolfo Hernández Suárez
Rodolfo Hernández Suárez (Piedecuesta, 26 de março de 1945 — Piedecuesta, 2 de setembro de 2024) foi um engenheiro civil, empresário e político colombiano. Foi prefeito de Bucaramanga de 2016 até sua renúncia em 2019. Em junho de 2021, registrou sua candidatura à Presidência da Colômbia para as eleições de 2022.
Ele era o proprietário da empresa Constructora HG. Afirmava ter uma fortuna de US$ 100 milhões.

## Biografia
Ele nasceu em 26 de março de 1945 em Piedecuesta, Santander, 14 km a sudeste de Bucaramanga, mas desde a infância se estabeleceu em Bucaramanga. Seu pai, Luis Jesús Hernández Rojas, sua mãe, Cecilia Suárez de Hernández, de origem camponesa, Rodolfo tem três irmãos: Humberto, Alfonso e Gabriel, os dois últimos também engenheiros civis. Rodolfo é casado com Socorro Oliveros. Seu pai foi sequestrado por 135 dias pelas Forças Armadas Revolucionárias da Colômbia - Exército Popular (FARC-EP). Tem 4 filhos: Mauricio, Juliana, Luis Carlos e Rodolfo José, sua filha foi sequestrada e supostamente assassinada pelo Exército de Libertação Nacional (ELN) ou outra organização criminosa em 2004.
Fez a escola primária em Piedecuesta na escola anexa ao Normal Superior dos Homens; enquanto sua escola secundária em Bucaramanga no Colégio de Santander. Formou-se ao lado de alunos que hoje são importantes empresários, políticos e profissionais. Estudou Engenharia Civil na Universidade Nacional da Colômbia em 1970. Em 1971 desenvolveu trabalhos como engenheiro civil em projetos habitacionais locais.

### Carreira no setor privado
Em 1972 fundou sua construtora chamada HG Constructora, baseada na construção de casas. Nos anos anteriores à sua atividade política, seu capital aumentou negociando territórios de expansão em Barranquilla e Villavicencio. Finalmente, ele estaria interessado em projetos regionais destinados a promover o desenvolvimento urbano em certas áreas nacionais, especificamente em Bucaramanga.

### Trajetória política
A sua primeira incursão na política foi tornar-se Vereador de Piedecuesta-Santander. Em 2011, financiaria a campanha de Luis Francisco Bohórquez, político liberal que finalmente conquistaria a Prefeitura de Bucaramanga, e foi privado da liberdade em 2017. Em 2012, enquanto fazia parte do conselho de administração do Entorno Verde, ele mesmo pediria para remover os obstáculos colocados contra um aterro controlado pela referida empresa, além disso, sua cunhada Martha Lucía Oliveros, ocupou o cargo de Secretária de Desenvolvimento Social da Prefeitura de Bucaramanga em 2014. 
No entanto, as relações entre Luis Francisco Bohórquez e Rodolfo Hernández foram retardadas pelo desinteresse que Bohórquez tinha pelas ideias que queria desenvolver na cidade. Acabou em último, preparando sua candidatura a prefeito nas eleições de 2015.

#### Prefeito de Bucaramanga
Em 2015, financiou sua própria campanha e ganhou a Prefeitura de Bucaramanga. Desde 1º de janeiro de 2016, como prefeito Hernández liderou o movimento "Lógica, Ética e Estética", que também é o lema de seu governo. Em diferentes ocasiões, ele se reuniu com líderes comunitários e jovens.

##### Suspensões
A Procuradoria Geral da República abriu inquérito e o suspendeu do cargo por três meses, após o atentado ao vereador daquela cidade, Jhon Claro, em 28 de novembro de 2018.
Uma segunda suspensão provisória que enfrentou foi a abertura de um inquérito disciplinar, segundo a Procuradoria Regional de Santander. O mandatário bumanguês teria que ficar fora do cargo por mais três meses. Naquela época, ele foi investigado por suposta participação na política como prefeito, em 16 de setembro de 2019. Em 17 de setembro, ele renunciou posteriormente.

### Candidato à Presidência da Colômbia
Anunciou que seria candidato à Presidência da República para o período 2022-2026. Mais tarde, informou que financiaria sua campanha com recursos próprios.
Descrito como um populista de direita e comparado a Donald Trump, ele faz campanha contra a corrupção da classe política tradicional e enfatiza sua imagem de empresário de sucesso que pode transformar a Colômbia. Durante a campanha, ele acusou seus adversários de "canalhas", "ladrões", e até viciados em drogas em várias ocasiões. Ele geralmente fala de uma maneira muito coloquial e às vezes rude.
Ele muitas vezes provocou polêmica, como por ignorar a existência de certos departamentos colombianos ou por proclamar em 2016 sua admiração por Adolf Hitler. Quando perguntado em 2021 sobre essa afirmação, ele disse que estava errado e que pretendia citar Albert Einstein.
Apoiou o fraturamento hidráulico (fracking) e a pulverização aérea de glifosato contra cultivos ilegais (um processo controverso devido ao seu impacto na saúde dos camponeses). Apoia o restabelecimento das relações diplomáticas com a Venezuela (suspensas em 2018 por Iván Duque), o fim do serviço militar obrigatório, a abertura de negociações de paz com os guerrilheiros do ELN. Ele se opõe à descriminalização do aborto.

### Morte
Faleceu em 2 de setembro de 2024 aos 79 anos vítima de um câncer de cólon, ele estava internado na UTI do Hospital Internacional da Colômbia há cerca de um mês.